# Hiroyuki Nasu
Hiroyuki Nasu (Tokyo, 27 gennaio 1952 – Tokyo, 27 febbraio 2005) è stato un regista e sceneggiatore giapponese.

## Biografia
I suoi lavori più popolari sono i vari Bee Bop High School e Devilman.

## Filmografia parziale
- Bee Bop High School (1985)
- Devilman (2004)